# Víctor García (director espanyol)
Víctor Garcia (nascut el 4 de desembre de 1974) és un director de cinema espanyol més conegut pel seu guardonat curtmetratge El ciclo i la pel·lícula de terror estataunidenca Return to House on Haunted Hill (2007).

## Carrera
Garcia va néixer a Barcelona el desembre de 1974 i hi va passar la major part dels seus primers anys. La seva primera feina a la indústria cinematogràfica va ser com a tècnic d'efectes especials, treballant a la pel·lícula de terror de Brian Yuzna del 2001 Faust: La revenja és a la sang. Més tard va ser empleat de DDT Efectos Especiales, una empresa d'efectes especials amb seu a Espanya. Tot i que va treballar principalment en anuncis de televisió i programes de televisió, també va continuar fent efectes per a pel·lícules. Va treballar en efectes per a la pel·lícula de Pedro Almodóvar del 2002 Hable con ella, i per a les pel·lícules de Guillermo del Toro El laberinto del fauno , El espinazo del diablo i Hellboy.
El seu primer esforç com a director (així com el primer guió) va ser per al seu propi curtmetratge de 2004, El ciclo. Quan la pel·lícula va guanyar el premi al millor curt de terror al Screamfest Horror Film Festival  a Los Angeles, Garcia va saber que va tenir l'oportunitat de conèixer un dels seus ídols, el conegut artista d'efectes especials Stan Winston.
Garcia va ser seleccionat per dirigir la pel·lícula de terror Smoke per a Gold Circle Films el 2005, però la pel·lícula va entrar a l'infern del desenvolupament i mai es va produir. A l'octubre de 2007, Garcia va ser seleccionat per dirigir l'actriu Dominique Swain en una pel·lícula de terror titulada provisionalment Slaughter. Tanmateix, la pel·lícula mai va tirar endavant. Al cap d'un mes, Garcia va ser contractat per After Dark Films per fer el seu debut com a director de llargmetratge dirigint Return to House on Haunted Hill (una seqüela del remake de House on Haunted Hill (La mansió de les tenebres) de 1999). Return to House on Haunted Hill va ser un llançament directament en DVD, després del qual Garcia va dirigir diversos webisodis curts per a Ghost House Pictures de Sam Raimi. El 2009, va ser contractat per dirigir Mirrors 2, una seqüela directa en DVD de la pel·lícula de terror del 2008 Miralls.
L'agost de 2010, Garcia va dirigir la pel·lícula de terror directa a DVD Hellraiser: Revelations per a The Weinstein Company. Això va ser seguit el 2012 per Gallows Hill, una pel·lícula sobre un família estatunidenca a Colòmbia que allibera una noia mantinguda captiva per un hostaler, només per descobrir que han desencadenat un mal terrible. Protagonitzada per Peter Facinelli, es va estrenar al Festival de Cinema de Canes el maig de 2013. Gallows Hill fou reanomenada The Damned i es va estrenar l'octubre de 2013. petita taquilla i va rebre crítiques pobres. Jeannette Catsoulis a The New York Times la va considerar "tèbia".
Garcia va ser seleccionat el juliol de 2013 per dirigir una pel·lícula de terror basada en el còmic de la sèrie limitada Crawl To Me. La història segueix a dos adults joves amb un nen que es traslladen a una masia remota només per trobar una presència malvada al soterrani. L'adaptació cinematogràfica va entrar a l'infern del desenvolupament i no hi havia cap producció en marxa al maig de 2016.

## Filmografia
- El ciclo (2003 curtmetratge)
- 30 Days of Night: Blood Trails (2007)
- Return to House on Haunted Hill (2007)
- Arctic Predator (2010)
- Mirrors 2 (2010)
- Hellraiser: Revelations (2011)
- T is for Tiles (2011 curtmetratge)
- The Damned (2013)
- An Affair to Die For (2019)
- The Communion Girl (2022)[12]